# Silnice II/522
Silnice II/522 je silnicí druhé třídy spojující Postřižín (silnice II/608) v okrese Mělník s Chlumínem (silnice II/101) taktéž v okrese Mělník.
Celková délka této silnice je jen 9,2 km.

## Průběh
Ve vsi Postřižín silnice navazuje na silnici druhé třídy číslo 608 vedoucí podél dálnice D8. Silnice číslo 608 spojuje Prahu s Terezínem. Z Postřižína je možno se po ní dostat na jih do Klíčan, Zdib a Dolních Chabrů, na sever pak do Kozomína a Veltrus.
Silnice 522 vede z Postřižína východním směrem na Odolenu Vodu. Zde se stáčí k severu, prochází Kopčí a Netřebou, kde prochází přes železniční trať 092 Neratovice - Kralupy nad Vltavou. Pokračuje dále k severu, kde míjí ves Újezdec a končí na křižovatce ve vsi Chlumín.

## Odbočky
Vede z ní několik odboček. A sice v Odoleně Vodě na Úžice a Dolínek, za Odolenou Vodou pak na Velikou Ves. V Netřebě do Dřínova a Korycan.